# Szkoła komentatorów
Szkoła komentatorów – zwana też dawniej szkołą postglosatorów czyli następców glosatorów.
Działała od schyłku XIII wieku do końca XIV, pojawiła się w Italii, skąd promieniowała na inne kraje, ciesząc się wielką powagą. Do największych przedstawicieli zaliczani są Bartolus de Saxoferrato i Baldus de Ubaldis. Formą ich wypowiedzi były obszerne commentarii komentarze (zamiast krótkich glos) w których poddawano teksty źródłowe pomysłowej i czasem swobodnej interpretacji ścieśniającej lub rozszerzającej (z zastosowaniem analogii i uogólnień) oraz porady dotyczące rozwiązań konkretnych przypadków. Oprócz tekstów justyniańskich wykorzystywano dzieła glosatorów. Efekty prac komentatorów miały twórczy charakter.